# Slatvina
Slatvina – wieś (obec) na Słowacji położona w kraju koszyckim, w powiecie Nowa Wieś Spiska. Pierwsze wzmianki o miejscowości pochodzą z roku 1246.
Według danych z dnia 31 grudnia 2012, wieś zamieszkiwały 323 osoby, w tym 162 kobiety i 161 mężczyzn.
W 2001 roku pod względem narodowości i przynależności etnicznej miejscowość zamieszkiwali wyłącznie Słowacy.
Ze względu na wyznawaną religię struktura mieszkańców kształtowała się w 2001 roku następująco:
- Katolicy rzymscy – 97,62%
- Grekokatolicy – 0,34%
- Prawosławni – 1,36%
- Husyci – 0,34%
- Ateiści – 0,34%